# 24-й пехотный полк (Австро-Венгрия)
24-й Галицко-Буковинский пехотный полк (нем. Galizisch-bukowina’sches Infanterie-Regiment Nr. 24) — галицкий (русинский) пехотный полк Единой армии Австро-Венгрии.

## История
Образован в 1629 году. Основой послужили семь батальонов 11-го пехотного полка. До 1915 года носил название 24-й галицко-буковинский пехотный полк «Рыцарь Куммер» (нем. Galizisch-bukowina’sches Infanterie Regiment «Kummer Ritter» Nr. 24). Участвовал в австро-турецких и Наполеоновских войнах, подавлении Венгерского восстания и Австро-итало-прусской войне и . В разное время покровителями полка были:
- 1848—1883: герцог Пармский Карл II
- 1885—1910: генерал пехоты барон Вильгельм фон Рейнлендер
- 1910—1918: генерал кавалерии рыцарь Генрих Куммер фон Фалкенфед

Полк состоял из 4-х батальонов: 1-й базировался в Коломые, 2-й, 3-й — в Вене, 4-й — в Фоче. Командование полка в 1873 году находилось в Мишкольце, а батальоны и Команда управления резервами — в Коломые. С 1903 по 1907 годы 1-й и 4-й батальоны дислоцировались в Станислау, 2-й и 3-й — в Коломые, пока 3-й не перевели в Залищики. В 1908—1913 годы командование полка пребывало в Вене, в казармах Радецкого (дом 62 по Габленцгассе). Национальный состав полка по состоянию на 1914 год: 79% — русины (или поляки), 21% — прочие национальности.
Полк сражался на Восточном фронте Первой мировой войны в 1914—1915 годах против русской армии в Силезии и Галиции, а также в окрестностях Томашува-Мазовецкого. Солдаты полка, павшие в боях, похоронены на 301-м военном кладбище Жегоцины, а также в Томашуве-Мазовецком и Заверьце. В ходе так называемых реформ Конрада с июня 1918 года число батальонов было сокращено до трёх, и 4-й батальон был расформирован.

## Командиры
- 1859: полковник Мориц Хаугвиц фон Пискупиц[9][10]
- 1873: полковник Йозеф Зойдер
- 1879: полковник Шаббаш Давидовац[11]
- 1903—1904: полковник Герман фон Колард
- 1905—1908: полковник Франц Шольц
- 1908—1911: полковник Карл Йон[12]
- 1912—1913: полковник Августин фон Рохель
- 1914: полковник Франц Шнетцер[2]

## Некоторые военнослужащие

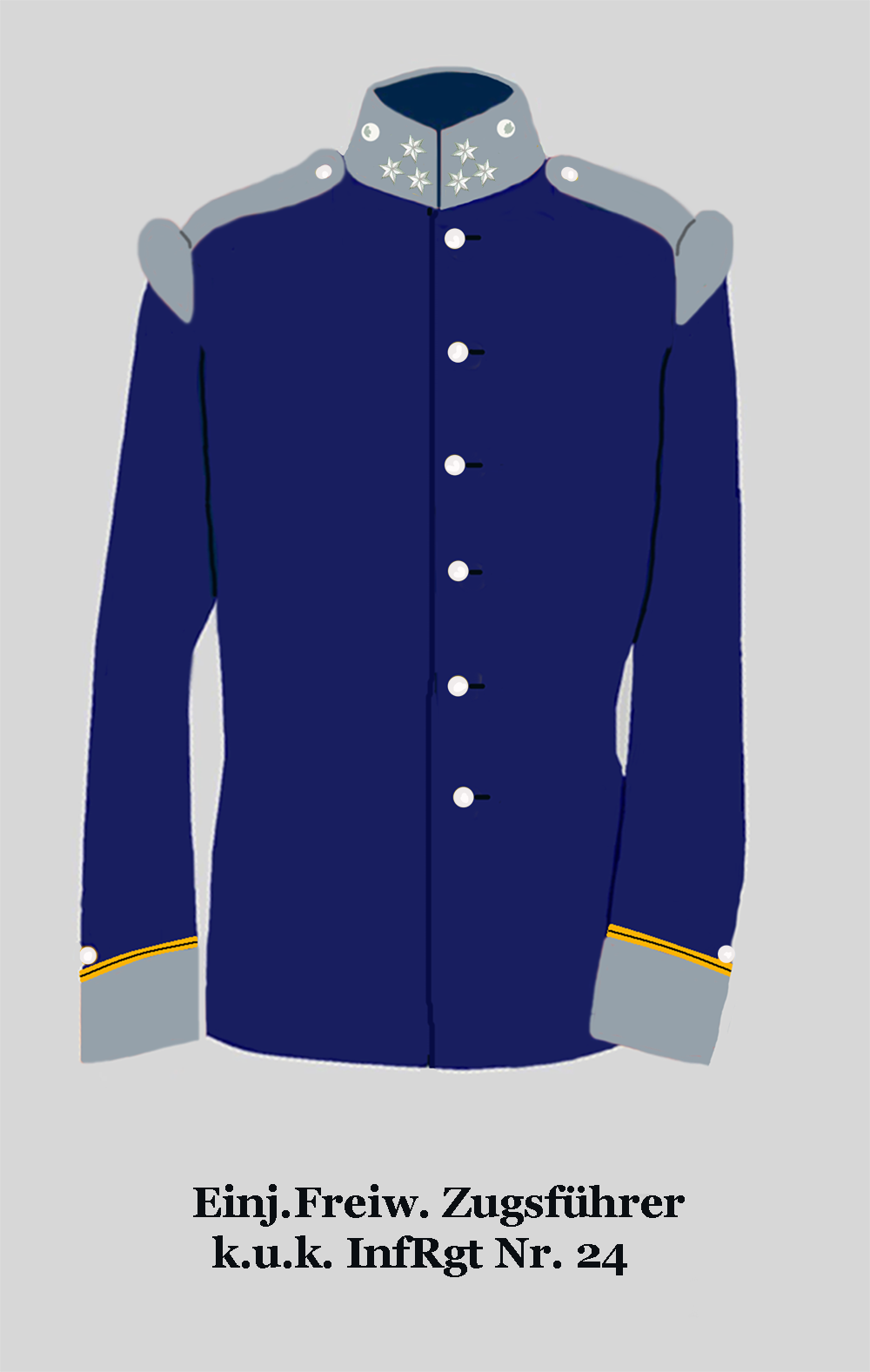
Мундир сержанта 24-го пехотного полка (вольноопределяющегося, отслужившего один год)

- Подполковник Кароль Мюллер фон Ямберг (нем. Karol Müller von Jamberg), командир 1-го батальона
- Подполковник Ян Новак (пол. Jan Nowak), командир 2-го батальона
- Подполковник Юзеф Боцциано (пол. Józef Bozziano), командир 3-го батальона
- Подполковник Оттокар Хвостек (пол. Ottokar Chwostek), командир 4-го батальона
- Подполковник Мечислав Виктор[пол.]
- Капитан Альфред Рознер (нем. Alfred Rosner)
- Капитан Альфред Кавецкий[пол.]
- Капитан Артур Ганчарский (пол. Artur Ganczarski), аудитор
- Старший лейтенант Рудольф Коберский (нем. Rudolf Kobierski)
- Младший лейтенант Кароль Александрович[пол.]
- Младший лейтенант Франтишек Александрович[пол.]
- Младший лейтенант запаса Юзеф Грошек[пол.]
- Младший лейтенант запаса Болеслав Клачиньский[пол.]
- Врач полка 1-го класса Юлиуш Колмер[пол.]